# 金寅
金寅（韓語：김인，1943年11月23日—2021年4月4日），生於全羅南道康津郡，韩国职业围棋棋手，韩国棋院常务理事、九段。

## 生平
金1958年入段，在升為四段後於1962年赴日本木谷實門下學棋，次年回國，被日本棋院認定為三段。在長達63年的職業棋手生涯裡，戰績為860勝5平703負｡ 從1966年獲得第10屆韓國國手賽冠軍開始，共獲得30次冠軍和22次亞軍。因在首個冠軍頭銜國手戰上實現6連冠，被稱為「國手金寅｣。1968年創下40連勝，是迄今為止韓國棋院最多連勝記錄。1983年升為九段，是韓國第三位圍棋九段。在曹薰鉉回到韓國之前，他擊敗前輩趙南哲等人，成為韓國棋壇霸主。

## 頭銜
- 国手戰 1965-70年
- 覇王戰 1965、67-71、76年（66、72-75年中止）
- 王位戰 1966-72、74年
- 最高位戰 1967、71-72年
- 王座戰 1968年
- 青少年杯戰 1968年
- 最強戰 1968年
- 名人戰 1969年
- ペクナム戦 1974年
- 棋王戰 1977年